# ملیس آساموا
ملیس آساموا (انگلیسی: Maleace Asamoah؛ زادهٔ ۱۵ نوامبر ۲۰۰۲) بازیکن فوتبال اهل انگلستان است.